# Dia Mundial de l'Art
El Dia Mundial de l'Art és una celebració commemorada cada 15 d'abril internacional de les arts, la qual va ser declarada per l'Associació Internacional de l'Art (IAA, per les seves sigles en anglès) amb la finalitat de promoure consciència de l'activitat creativa a tot el món.

## Establiment
Una proposta va ser presentada en la dissetena Assemblea General de l'Associació Internacional d'Art a Guadalajara (Mèxic) per declarar el 15 d'abril com el Dia Mundial de l'Art, amb la seva primera celebració la qual va tenir lloc en el 2012. Aquesta proposta va ser patrocinada per Bedri Baykam de Turquia i co-signat per Rosa Maria Burillo Velasco de Mèxic, Anne Pourny de França, Liu Dawei de la Xina, Christos Symeonides de Xipre, Anders Liden de Suècia, Kan Irie del Japó, Pavel Kral d'Eslovàquia, Dev Chooramun de Maurici, i Hilde Rognskog de Noruega. Aquesta proposta va ser acceptada per unanimitat per l'Assemblea General.
La data es va elegir en honor del dia del naixement de Leonardo da Vinci. Da Vinci va ser seleccionat com un símbol mundial de pau, llibertat d'expressió, tolerància, fraternitat i multiculturalisme, així com l'art també és important en altres camps.

## Celebracions passades
El primer Dia Mundial de l'Art el 15 d'abril de 2012, es va veure recolzat per tots els comitès nacionals de la IAA i 150 artistes, incloent entre ells als de França, Suècia, Eslovàquia, Sud-àfrica, Xipre i Veneçuela, però la intenció de l'esdeveniment és universal. Els esdeveniments van variar quant als horaris especials dels museus, conferències i més. Per exemple, Veneçuela celebra exposicions d'art a l'aire lliure amb pintures, escultures, gravats, vídeo i més, i també amb una demostració de cuina Florentina en honor de Da Vinci.
Més esdeveniments van ser celebrats en el 2013 a tot el món incloent el Mbombela museu municipal d'art a Sud-àfrica. No obstant això, va haver-hi polèmica en les celebracions de Suècia quan el ministre suec de Cultura Lena Adelsohn Liljeroth, va tallar en els genitals d'un pastís que representava a una dona negra africana. L'acte estava destinat com una declaració en contra de la mutilació genital però molts assistents van percebre la representació com a racista.
El Dia Mundial de l'Art també ha comptat amb el suport en línia, especialment pel Projecte d'Art de Google.